# Santa Rita do Trivelato
Santa Rita do Trivelato – miasto i gmina w Brazylii, w stanie Mato Grosso.